# 科阿德
科阿德（法語：Cohade，法語發音：[kɔad]）是法国上卢瓦尔省的一个市镇，位于该省西北部，属于布里尤德区和布里尤德南奥弗涅市镇公共社区，其市镇面积为9.99平方公里，2022年1月1日时人口数量为868人。
科阿德是布里尤德南奥弗涅市镇公共社区的组成部分，位于布里尤德市区以北，也是布里尤德城市区的一部分。

## 行政
科阿德的邮政编码为43100，INSEE市镇编码为43074。

## 地理
科阿德（45°20'15"N, 3°22'25"E）位于法国中南部，奥弗涅-罗讷-阿尔卑斯大区西南部和上卢瓦尔省西北部。
与科阿德接壤的市镇包括：阿泽拉、博蒙、布尔农克勒-圣皮埃尔、布里尤德、拉莫特、韦尔贡容。
阿列河干流自南向北流经科阿德市东部。境内以平原为主，镇中心位于一处河谷平原之上，全境海拔在405至459米之间。
按照柯本气候分类法，科阿德属于带有温带海洋性特征的山地气候，全年温差较大。

## 历史
科阿德历史上长期为一普通村落，中世纪出现教堂，法国大革命后成为一个市镇，最初名为圣费雷奥尔德科阿德（Saint-Ferréol-de-Cohade），1884年改为现名。

## 交通
法国国道N102线、N2102线和上卢瓦尔省省道D14线在科阿德境内交汇。

## 政治
现任科阿德市长为菲利普·费迪先生（Philippe Faidit）。

## 人口
| 年份   | 1936 | 1946 | 1954 | 1962 | 1968 | 1975 | 1982 | 1990 | 1999 | 2004 | 2009 | 2014 | 2017 |
| ------ | ---- | ---- | ---- | ---- | ---- | ---- | ---- | ---- | ---- | ---- | ---- | ---- | ---- |
| 人口數 | 399  | 357  | 392  | 381  | 381  | 400  | 518  | 591  | 653  | 724  | 789  | 834  | 863  |

## 社会
科阿德市区南部建有大型购物超市。

## 景观
科阿德圣费雷奥尔教堂（Église Saint-Ferréol - Cohade）是当地的主要的历史建筑。